# トダ語
トダ語は、インドのタミルナードゥ州ニーラギリ県に住むトダ族の言語。ドラヴィダ語族に含まれる。話者は現在1000人程度。
トダ語には他のドラヴィダ語と比較して特有の音韻変化が多い。母音は短母音・長母音を合わせて16種類があり、ドラヴィダ語族では飛び抜けて多い。子音では摩擦音とふるえ音が非常に多く、これもドラヴィダ語族で一番多い。特に無声そり舌側面接近音（実際には摩擦音）は世界的にも珍しい。